# Propalticus kiuchii
Propalticus kiuchii is een keversoort uit de familie Propalticidae. De wetenschappelijke naam van de soort is voor het eerst geldig gepubliceerd in 1971 door Sasaji.